# 뉴스가 있는 아침
뉴스가 있는 아침은 KFM 경기방송에서 방송했던 아침 시사 프로그램이다.

## 역사
원래 이 프로그램의 전신은 KFM 경기방송 개국 초창기 때 방송된 《출발! 99.9》였으나, 1999년 4월 19일부터 이 프로그램이 첫방송됐으며, 2006년 11월 5일에 잠정적으로 폐지됐다가, 2014년 4월 7일에 다시 부활했으나, 2015년 3월 13일 방송을 마지막으로 "뉴스가 있는 아침"은 완전히 폐지되었다.

## 역대 방송시간
| 방송 채널    | 방송 기간                          | 방송 시간                  |
| ------------ | ---------------------------------- | -------------------------- |
| KFM 경기방송 | 1999년 4월 19일 ~ 2000년 7월 2일   | 매일 아침 6:30 ~ 아침 8:30 |
| KFM 경기방송 | 2000년 7월 3일 ~ 2001년 4월 1일    | 매일 새벽 5:02 ~ 아침 8:30 |
| KFM 경기방송 | 2001년 4월 2일 ~ 2005년 1월 2일    | 매일 아침 6:00 ~ 아침 8:30 |
| KFM 경기방송 | 2005년 1월 3일 ~ 2005년 10월 9일   | 매일 아침 6:02 ~ 아침 8:30 |
| KFM 경기방송 | 2005년 10월 10일 ~ 2006년 11월 5일 | 매일 아침 6:00 ~ 아침 8:00 |
| KFM 경기방송 | 2014년 4월 7일 ~ 2015년 3월 13일   | 평일 아침 8:00 ~ 아침 9:00 |

## 역대 진행자

### 1기
- 1999년 4월 19일 ~ 2003년 4월 20일 : 강헌구, 김희연 (평일), 김수연 (주말)
- 2003년 4월 21일 ~ 2003년 10월 19일 : 이봉규, 김희연 (평일), 오미정 (주말)
- 2003년 10월 20일 ~ 2005년 1월 2일 : 차광염, 김희연 (평일), 오미정 (주말)
- 2005년 1월 3일 ~ 2006년 11월 5일 : 반승원

### 2기
- 2014년 4월 7일 ~ 2015년 3월 13일 : 최미근